# 仁科鳩美
仁科 鳩美（にしな はとみ、1952年11月8日 - 1979年）は、日本の女優である。1970年代中盤に「新東宝興業のエース女優」として多くの成人映画に主演、市川崑監督の『犬神家の一族』（1976年）に出演したことでも知られる。
仁科 はとみ、仁科 鳩子（にしな はとこ）とクレジットされた作品も存在する。本名は荒井 裕子（あらい ゆうこ）。

## 人物・来歴
1952年（昭和27年）11月8日、千葉県館山市に生まれる。
1971年（昭和46年）3月、高等学校を卒業後、三越に就職し店頭の食品売り場でレジ係を務めた。在籍中にスカウトされて、男性誌のヌードモデルに転身する。1974年（昭和49年）、渡辺忠こと代々木忠率いるワタナベプロダクションが製作した成人映画『オカルトSEX』（監督山本晋也）に出演、満21歳で映画界にデビュー、同作は日活が「日活ロマンポルノ」として配給して同年8月3日に公開された。以降、同年中に、同社が製作する「日活ロマンポルノ」作品、『セミドキュメント ㊙夜這い』（監督代々木忠）、『セミドキュメント ㊙パンマ』（監督代々木忠）に出演、同年10月に公開されたミリオンフィルムの製作・配給作品『熟れた桜貝』（監督門前忍）で初主演した。『オカルトSEX』が公開された同月、東元薫（梅沢薫、1934年 - 1998年）が監督した東祐里子主演作『エロチカにっぽん 牝猫の群れ』に「仁科鳩子」名義で出演、ポスター等には「新人」とクレジットされた。同作は国映製作、新東宝興業（現在の新東宝映画）配給の作品であったが、以降、東元薫作品、新東宝興業の配給作品に数多く出演、主演した。
『悪女性艶』（1974年）や『性市場』（1975年）で佐々木元（1939年 - 1997年）、『絶倫の壺』（1975年）で渡辺護（1931年 - 2013年）、『初夜絵草紙』（1975年）や『温泉特出し芸者』（1975年）で南雲孝（新藤孝衛、1932年 - 2020年）、『潮ふきの女王』（1975年）や『24時間の情事 絶叫』（1975年）で向井寛（1937年 - 2008年）、『若妻セックス乱行』（1976年）および『欲求夫人』（1976年）で本木荘二郎（1914年 - 1977年）、『女子学生SEXレポート 実地研究』（1975年）で中村幻児（1946年 - ）と多くの監督の作品に出演・主演したが、東元薫作品がもっとも多く、俳優の久保新二の回想によれば、東元（梅沢）は「仁科鳩美にゾッコン」だったといい、「鳩美が主演でも、絡みはあっさりの撮り方」だったのは「男優が鳩美の肌をなめ回したりするのに嫉妬してた」のではないか、という表現で東元の演出について推察している。1975年（昭和50年）には「新東宝興業のエース女優」と呼ばれる存在となった。『日本映画俳優全集・女優編』の仁科の項を執筆した二階堂卓也は「グラマラスな肢体と大胆な脱ぎっぷりで売れっ子になった」と評価する。1976年（昭和51年）10月16日に公開された角川春樹事務所第1回作品『犬神家の一族』（監督市川崑、主演石坂浩二）にも出演しており、「野々宮大弐」（那須清）の妻で「野々宮珠世」（島田陽子）の祖母「野々宮晴世」を演じた。
その後は一般映画に出演することなく、新東宝興業配給の成人映画にのみ主演、あるいはミリオンフィルム配給作品に客演したが、1977年（昭和52年）9月に公開された主演作『ある女教師 夜間授業』（監督東元薫）を最後に引退した。引退時は満24歳であった。
引退から2年後の1979年（昭和54年）、郷里の千葉県館山市で脳溢血のため死去した。満27歳没。前述の久保新二の回想では、のちに梅沢薫（東元薫）が亡くなったとき「電話の受話器が外れ指の先にあった」とのことで、これについて「救急車を自分で呼ぼうとして事切れたのか、鳩美から電話があって出ようとしたのかは定かではない」と書いているが、梅沢の死は仁科の没後19年に当たる1998年（平成10年）12月26日であり、仁科から梅沢に電話がかかって来ることはありえない。

## フィルモグラフィ
「主演」等、特筆以外すべてのクレジットは「出演」である。東京国立近代美術館フィルムセンター（NFC）等の所蔵・現存状況についても記す。

### 1974年
- 『オカルトSEX』 : 製作渡辺忠、監督・脚本山本晋也、撮影久我剛、主演野上正義・南ゆき、製作ワタナベプロダクション、配給日活、1974年8月3日公開（成人映画・映倫番号 18101） - 出演・「ホステス」役、67分の原版が現存・日活がデジタル配信
- 『エロチカにっぽん 牝猫の群れ』[9]（『エロチカにっぽん 牝猫の群』[11]） : 監督東元薫、主演東祐里子、製作国映、配給新東宝興業、1974年8月公開（成人映画・映倫番号 18110） - 「仁科鳩子（新人）」名義で出演
- 『団地妻㊙モノくらべ』 : 監督向井寛、主演小杉ジュン、製作東映ビデオ、配給東映、1974年8月24日公開（成人映画・映倫番号 18127） - 出演[19]
- 『セミドキュメント ㊙夜這い』 : 製作真湖道代、企画渡辺忠、監督代々木忠、撮影久我剛、主演青葉純、製作ワタナベプロダクション、配給日活、1974年10月26日公開（成人映画・映倫番号 18124） - 出演・「ひろみ」役
- 『牝獣の体臭』 : 監督影山明文、主演真湖道代、製作ワールド映画、配給大蔵映画、1974年9月公開（成人映画・映倫番号 18131） - 出演、ワールド映画がVHSビデオグラムを発売[20]
- 『悪女性艶』 : 監督佐々木元、主演東祐里子、製作大東映画、配給大蔵映画、1974年9月公開（成人映画・映倫番号 18132） - 「仁科はとみ」名義で出演
- 『尻の神秘』（おしりのしんぴ） : 監督山本晋也、主演青葉純、製作・配給新東宝興業、1974年10月公開（成人映画・映倫番号 18113） - 出演、16mmフィルム版上映用プリントが現存[21]
- 『熟れた桜貝』 : 監督門前忍、共演菅みどり、製作・配給ミリオンフィルム、1974年10月公開（成人映画・映倫番号 18156） - 主演
- 『セミドキュメント ㊙パンマ』 : 製作真湖道代、企画渡辺忠、監督代々木忠、撮影久我剛、主演大原恵子、製作ワタナベプロダクション、配給日活、1974年10月26日公開（成人映画・映倫番号 18167） - 出演・「ひろみ」役
- 『女子大生 泣れた花粉』[9]（『女子大生 泣かれた花粉』[11]『女子大生 濡れた花粉』[1][2]） : 監督東元薫、製作国映、配給新東宝興業、1974年10月公開（成人映画・映倫番号 18172）
- 『性市場』（『性・市場』） : 監督佐々木元、共演泉ユリ、製作・配給大蔵映画、1974年12月公開（成人映画・映倫番号 18206） - 主演

### 1975年
- 『絶倫の壺』 : 監督渡辺護、主演宮亜紀子、製作・配給ミリオンフィルム、1975年1月公開（成人映画・映倫番号 不明）
- 『新特ダネ かぶりつき』 : 監督東元薫、共演東祐里子、製作・配給新東宝興業、1975年1月公開（成人映画・映倫番号 18253） - 主演
- 『初夜絵草紙』 : 監督南雲孝、主演泉ユリ、製作・配給ミリオンフィルム、1975年2月公開（成人映画・映倫番号 18235）
- 『鬼神のお松色狂い 実録性絵巻』[11]（『鬼神のお松色狂い』[9]） : 監督佐々木元、主演真湖道代、製作日本シネマ、配給大蔵映画、1975年3月21日公開（成人映画・映倫番号 18256）
- 『温泉特出し芸者』 : 監督南雲孝、共演志摩京子、製作・配給ミリオンフィルム、1975年3月公開（成人映画・映倫番号 18285） - 「仁科鳩子」名義で主演
- 『女教師の個人生活』 : 監督東元薫、共演小川美樹・野上正義、製作ワタナベプロダクション、配給新東宝興業、1975年3月公開（成人映画・映倫番号 18304） - 「仁科鳩子」名義で主演
- 『秘録 産婦人科』 : 監督梅沢薫、共演東祐里子・野上正義、製作・配給新東宝興業、1975年3月公開（成人映画・映倫番号 18219） - 主演、上映用プリントをNFCが所蔵[18]
- 『極秘いろ指南』 : 監督東元薫、主演茜ゆう子、製作・配給新東宝興業、1975年4月公開（成人映画・映倫番号 18339）
- 『発情娘 セックス体験』 : 監督南雲孝、主演小杉じゅん、製作・配給ミリオンフィルム、1975年5月公開（成人映画・映倫番号 18349）
- 『みだれ寝』 : 監督東元薫、共演東祐里子・市村譲二、製作・配給新東宝興業、1975年5月公開（成人映画・映倫番号 18355） - 主演
- 『性乱三姉妹』 : 監督梅沢薫、主演東祐里子・小杉じゅん、製作・配給大蔵映画、1975年6月1日公開（成人映画・映倫番号 18378）
- 『㊙課外授業』 : 監督東元薫、共演南ユキ・市村譲二、製作・配給新東宝興業、1975年6月公開（成人映画・映倫番号 18393） - 主演
- 『好奇心夫人』[11]（改題『暴行好奇心夫人』[11]） : 製作・企画黒井清次、監督東元薫、共演東祐里子・市村譲二、製作日本シネマ、配給新東宝興業、1975年7月公開（成人映画・映倫番号 18419） - 主演、『暴行好奇心夫人』題で53分の上映用プリントをNFCが所蔵[8]
- 『女子大生 ㊙卒業試験』 : 監督東元薫、共演路さとみ・小杉じゅん、製作・配給新東宝興業、1975年8月公開（成人映画・映倫番号 18454） - 主演
- 『潮ふきの女王』 : 監督向井寛、共演南ユキ・路サトミ、製作東映ビデオ、配給東映、1975年8月9日公開（成人映画・映倫番号 18449） - 主演
- 『有閑夫人 童貞あそび』 : 監督東元薫、共演南ユキ・市村譲二、製作・配給新東宝興業、1975年9月公開（成人映画・映倫番号 18481） - 主演
- 『追跡(性)三面記事』 : 監督東元薫、共演南ユキ、製作・配給新東宝興業、1975年10月公開（成人映画・映倫番号 18503） - 主演
- 『二十四時間の情事 絶叫』（『24時間の情事 絶叫』[11][9]） : 監督向井寛、主演四光マリ子、製作東映ビデオ、配給東映、1975年11月8日公開（成人映画・映倫番号 18530） - 主演
- 『人妻情事の昼下り』 : 監督東元薫、共演南ユキ・市村譲二、製作・配給新東宝興業、1975年12月公開（成人映画・映倫番号 18561） - 主演

### 1976年
- 『実録売春三面記事』[11]（『売春三面記事』[9]） : 監督東元薫、主演東祐里子、製作・配給新東宝興業、1976年3月公開（成人映画・映倫番号 18644）
- 『好色マンション 美容師の秘密』[11]（『美容師の秘密』[9]） : 監督東元薫、共演野上正義・北斗レミカ、製作・配給新東宝興業、1976年5月公開（成人映画・映倫番号 18710） - 主演
- 『痴漢連絡船』 : 監督東元薫、共演野上正義・茜ゆう子、製作・配給新東宝興業、1976年7月公開（成人映画・映倫番号 18775） - 主演、原版が現存・にっかつがVHSビデオグラムを発売
- 『若妻セックス乱行』 : 監督藤本潤二（藤本洵二とも[13]）、共演菅みどり・橘雪子、製作・配給大蔵映画、1976年8月21日公開（成人映画・映倫番号 18796） - 主演
- 『女子学生SEXレポート 実地研究』 : 監督中村幻児、主演小川恵、製作・配給ミリオンフィルム、1976年8月31日公開（成人映画・映倫番号 18828）
- 『売春 地獄の一丁目』 : 監督岡本愛、主演野上正義・南ゆき、製作・配給新東宝興業、1976年9月公開（成人映画・映倫番号 18832）
- 『欲求夫人』 : 監督岸本恵一、共演南ゆき・峰瀬里加、製作・配給ミリオンフィルム、1976年10月5日公開（成人映画・映倫番号 18840） - 主演
- 『犬神家の一族』 : 製作角川春樹・市川喜一、監督市川崑、主演石坂浩二、製作角川春樹事務所、配給東宝、1976年10月16日公開（角川春樹事務所第1回作品・映倫番号 18794） - 出演・「野々宮晴世」役、146分の上映用プリントをNFCが所蔵[8]
- 『ブロンドセックス・セクレタリー 金髪肉体秘書』 : 監督東元薫、主演国分二郎・茜ゆう子、製作・配給新東宝興業、1976年11月公開（成人映画・映倫番号 18901）
- 『猟色未亡人』 : 監督東元薫、共演岡田良・安田清美、製作・配給新東宝興業、1976年12月公開（成人映画・映倫番号 18915） - 主演

### 1977年
- 『セックスドキュメント 特写!悶絶』 : 監督東元薫、主演南ユキ、製作・配給新東宝興業、1977年1月公開（成人映画・映倫番号 18948）
- 『残酷人肉私刑』 : 監督東元薫、共演市村譲二・安田清美、製作・配給新東宝興業、1977年2月公開（成人映画・映倫番号 18973） - 主演
- 『私は誘拐されました 女体実験室』（『私は誘拐されました 女体実験』） : 監督東元薫、共演国分二郎・津崎公平、製作ユニバースプロダクション、配給東映、1977年3月12日公開（成人映画・映倫番号 18530） - 主演
- 『蕾を犯す』（『蕾を犯す!』[11]） : 監督東元薫、共演国分二郎・堺勝朗、製作・配給新東宝興業、1977年3月公開（成人映画・映倫番号 19013） - 主演、上映用プリントをNFCが所蔵[18]
- 『ある女教師 禁じられた遊び』 : 監督東元薫、共演橘雪子・沢木ミミ、製作・配給新東宝興業、1977年4月公開（成人映画・映倫番号 19033） - 主演
- 『売春午前零時』 : 監督東元薫、共演峰瀬里加・国分二郎、製作・配給新東宝興業、1977年5月公開（成人映画・映倫番号 19053） - 主演、上映用プリントをNFCが所蔵[18]
- 『人妻を犯す!』 : 監督東元薫、共演北沢万里子・国分二郎、製作・配給新東宝興業、1977年6月公開（成人映画・映倫番号 19087） - 主演
- 『ワイド・ドキュメント 犯し魔』 : 監督東元薫、共演橘雪子・北洋子、製作国映、配給新東宝興業、1977年7月公開（成人映画・映倫番号 19109） - 主演
- 『恐怖!女高生 不良暴行集団』 : 監督東元薫、共演ティミー杉本・中野リエ、製作・配給新東宝興業、1977年8月公開（成人映画・映倫番号 19144） - 主演、上映用プリントをNFCが所蔵[18]
- 『情欲責め』 : 監督荻碧、主演茜ゆう子、製作日本シネマ、配給ミリオンフィルム、1977年8月公開（成人映画・映倫番号 19128） - 出演、上映用プリントをNFCが所蔵[18]
- 『ある女教師 夜間授業』 : 監督東元薫、共演森浦初枝・中野リエ、製作・配給新東宝興業、1977年9月公開（成人映画・映倫番号 19175） - 主演

## ビブリオグラフィ
国立国会図書館蔵書等にみる書誌である。
- 「日本映画エロチカ縦断60 潮吹きの女王」仁科鳩美 : 『ラブスター』11月号所収、東京三世社、1975年11月発行
- 「仁科鳩美の初体験 潮騒に散った私の処女」 : 『映画エロトピア'76 CINEMA SPOT』6月号所収、サン出版、1976年6月発行
- 「カラーマル秘ピンク劇場 若妻セックス乱行」仁科鳩美 : 『映画エロトピア'76 CINEMA SPOT』10月号所収、サン出版、1976年10月発行
- 「スター登場」仁科鳩美 : 『映画エロトピア'76 CINEMA SPOT』12月号所収、サン出版、1976年12月発行